# クォーツショック

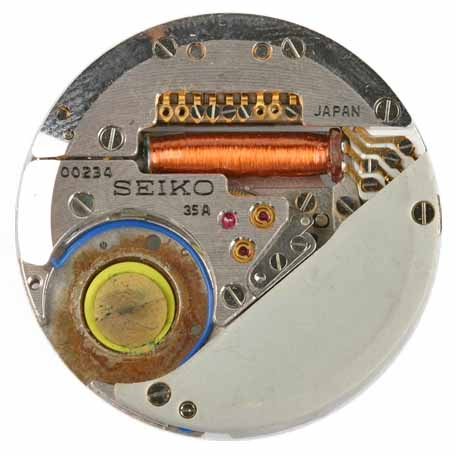
世界初のクォーツ式腕時計であるセイコー・アストロンのムーブメント（1969年製造）

クォーツショックとは、1969年のクォーツ式腕時計の出現によって引き起こされた、1970年代から1980年代初頭における時計製造業界の大変革である。クォーツ危機（quartz crisis）、クォーツ革命（quartz revolution）とも呼ばれる。新しい電子技術を採用したセイコー、シチズン、カシオなどの日本企業が躍進する一方、スイスの伝統的な機械式時計は大幅に衰退した。
クォーツショックは、戦後の世界的なデジタル革命（第三次産業革命）の真っ只中に起った。この事象は、1969年12月にセイコーが発表した世界初のクォーツ腕時計「アストロン」から始まった。クォーツ時計はそれまで主流だった機械式よりもはるかに正確かつ安価であり、機械式ムーブメントは急速にクォーツムーブメントに取って代わられた。

## 歴史

### 前史
第二次世界大戦中、スイスは中立国であったため、戦火に巻き込まれることなく、時計業界は一般消費者向け時計の製造を続けることができた。第二次世界大戦に参戦した主要国の時計メーカーは軍事兵器用計器類の製造に注力せざるを得なかったため、スイスの時計業界は事実上の独占状態を享受した。業界は実質的な競争相手がない中で繁栄し、1970年代以前には、スイスの時計業界は世界の時計市場の50パーセントを占めるに至った。
1950年代初頭、アメリカのエルジンとフランスのリップが共同で、ゼンマイではなく小型電池で動く電気機械式時計を製造し、クオーツ時計の基礎を築いた。この時計は試作段階で終わったが、1957年にはアメリカのハミルトンが「ハミルトン500」という初の電池式腕時計を生産した。
1954年、スイス出身のエンジニアであるマックス・ヘッツェルは、1.35ボルトの電池で駆動する充電音叉を使用した電子腕時計を開発した。音叉は正確に360Hzで共鳴し、電気機械式歯車列を通じて時計の針を動かした。この時計は「アキュトロン」と呼ばれ、1960年からブローバによって販売された。

### クォーツ時計の出現

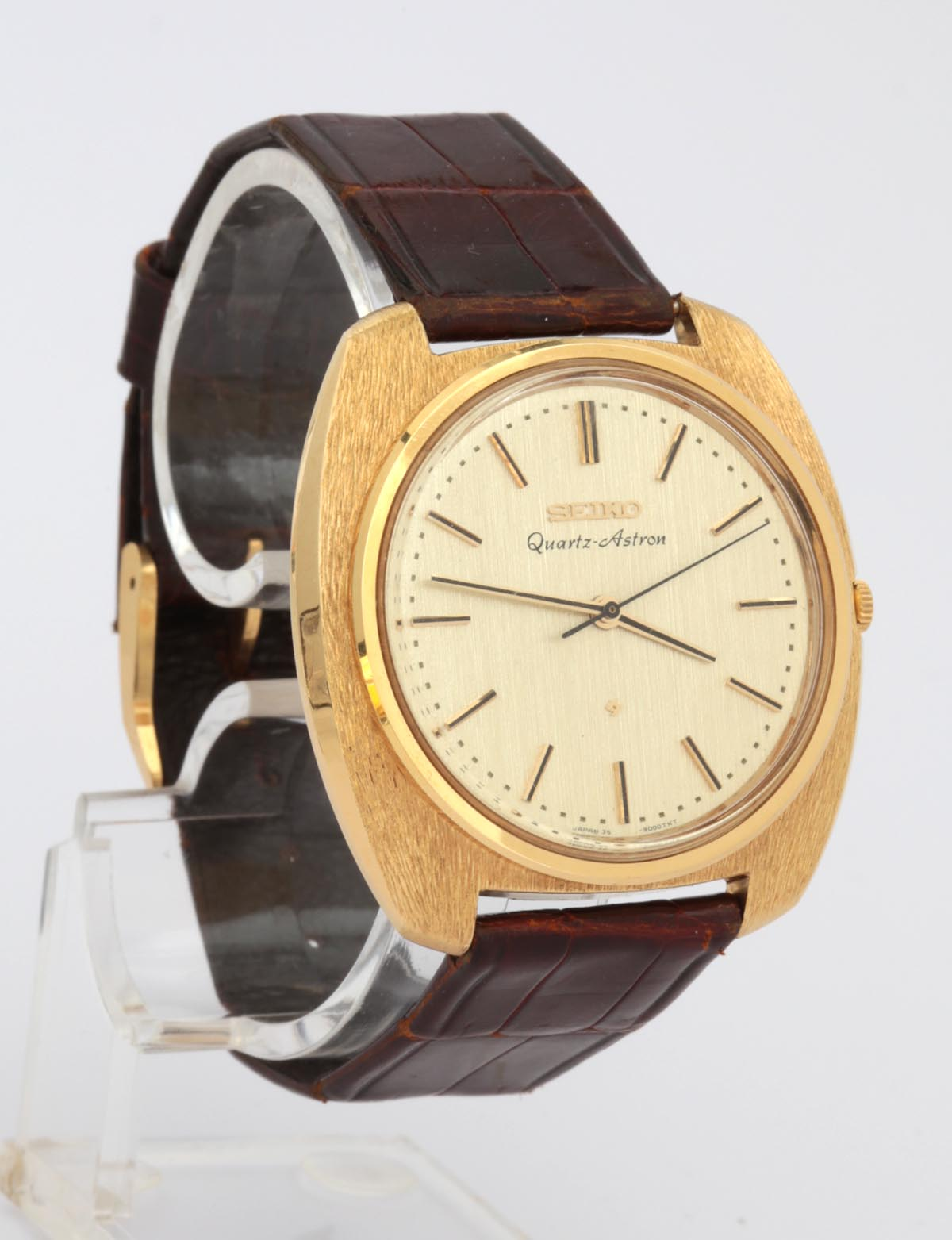
1969年発表のセイコー・アストロン

1950年代後半から1960年代初頭にかけて、日本のセイコーと、パテック・フィリップ、ピアジェ、オメガなどスイスの時計メーカー連合は、世界初のクォーツ腕時計の開発をめぐって激しい競争を繰り広げた。1962年、スイスの時計メーカー約20社が参加するスイス製クオーツ腕時計の開発を目的とした電子時計センター（CEH）がヌーシャテルに設立され、同時期に日本でもセイコーが電気時計の開発とクォーツ技術の開発に取り組んでいた。
最初の成功例の1つは、セイコーグループの諏訪精工舎（現セイコーエプソン）が1963年9月に発表した「セイコー クリスタルクロノメーター QC-951」と呼ばれる卓上小型水晶時計だった。この時計は、1964年の東京夏季オリンピックのマラソン競技のバックアップタイマーとして使用された。1966年、セイコーとロンジンはヌーシャテル天文台のコンクールで世界初のクォーツ懐中時計のプロトタイプを発表した。1967年には、CEHとセイコーの両社がヌーシャテル天文台のコンクールにクォーツ腕時計のプロトタイプを発表した。
1969年12月25日、セイコーは世界初のクォーツ腕時計「アストロン」を発表し、革命の幕開けとなった。1970年、スイス初のクォーツ腕時計ムーブメント「エボーシュSA・ベータ21」がバーゼル・フェアで発表された。以降、オメガ・エレクトロクォーツなど、ベータ21を搭載するクォーツ腕時計が多数のメーカーからリリースされた。1970年5月6日、ハミルトンは世界初の電子デジタル腕時計である「パルサー」を発表した。1971年、ジラール・ペルゴは、1日あたりの誤差が約0.164秒以内の超高精度を謳うキャリバー350を発表した。このキャリバーには、32,768Hzの周波数を持つクォーツ発振器が搭載されており、これは以前のクォーツ時計のムーブメントよりも高速で、それ以来ほとんどのクォーツ時計で使用されている発振周波数となっている。
1974年、オメガは、1秒間に240万回の振動を生み出すクォーツ回路を使用して、年差12秒の精度を誇る、史上初の海洋クロノメーター認定クォーツ時計、オメガ・マリンクロノメーターを発表した。1976年には、世界初のアナログデジタルクロノグラフであるオメガ・クロノクォーツを発表。翌年、同社初の完全LCDクロノグラフ腕時計、キャリバー1620が発表された。

### 各国の時計産業への影響
前述のような劇的な進歩にもかかわらず、スイスの各時計メーカーはクォーツ時計へのシフトをためらっていた。当時、スイスの機械式時計は世界市場を独占しており、また時計製造の卓越性はスイスの国民的アイデンティティの大きな要素だった。市場での強さと、機械式時計の育成のために幅広く深く組織化された国内時計産業から、スイスの時計メーカーの多くは電子時計への移行は不要だと考えていた。しかし、他国の時計メーカーはクォーツ時計の持つ利点に気づき、技術をさらに発展させた。1978年までに、クォーツ時計の人気が機械式時計を追い越した。この時期は、技術革新が欠如していたスイスの時計産業が危機的状況に陥ったのに対し、日本やアメリカの時計製造産業は新興技術、特にクォーツ時計技術を最大限に活用していたため、大きな発展を遂げた。
経済混乱の結果、かつては利益をあげていたスイスの有名時計メーカーの多くが倒産したり、合併を余儀なくされた。1970年代から1980年代初頭にかけて、クォーツ技術の登場などの技術革新と、その他の困難な経済状況により、スイスの時計業界の規模は縮小した。1970年時点で1600社あった時計メーカーの数は600社（1983年）に、時計産業の労働者は9万人から2万8千人（1988年）に減少した。
アメリカでは、この事象は「クォーツ革命」と呼ばれることが多い。1969年に最初のクォーツ時計が導入されると、それまでに培われていた軍事および宇宙計画のためのマイクロエレクトロニクス研究の成果もあり、すぐに技術的なイニシアチブを獲得した。テキサス・インスツルメンツ、フェアチャイルドセミコンダクター、ナショナル セミコンダクターなどの米国企業は、デジタルクォーツ時計の大量生産を開始し、手頃な価格で市場に供給した。もっとも、この繁栄は永久に続いたわけではなかった。1978年までに香港は世界最大の電子時計輸出国となり、アメリカの半導体企業は時計市場から完全に撤退した。タイメックスとブローバを除いて、ハミルトンを含む残りの伝統的な時計会社は廃業し、ブランド名を海外の競合企業に売却した。ブローバは最終的に2008年に日本のシチズンに売却された。

## その後

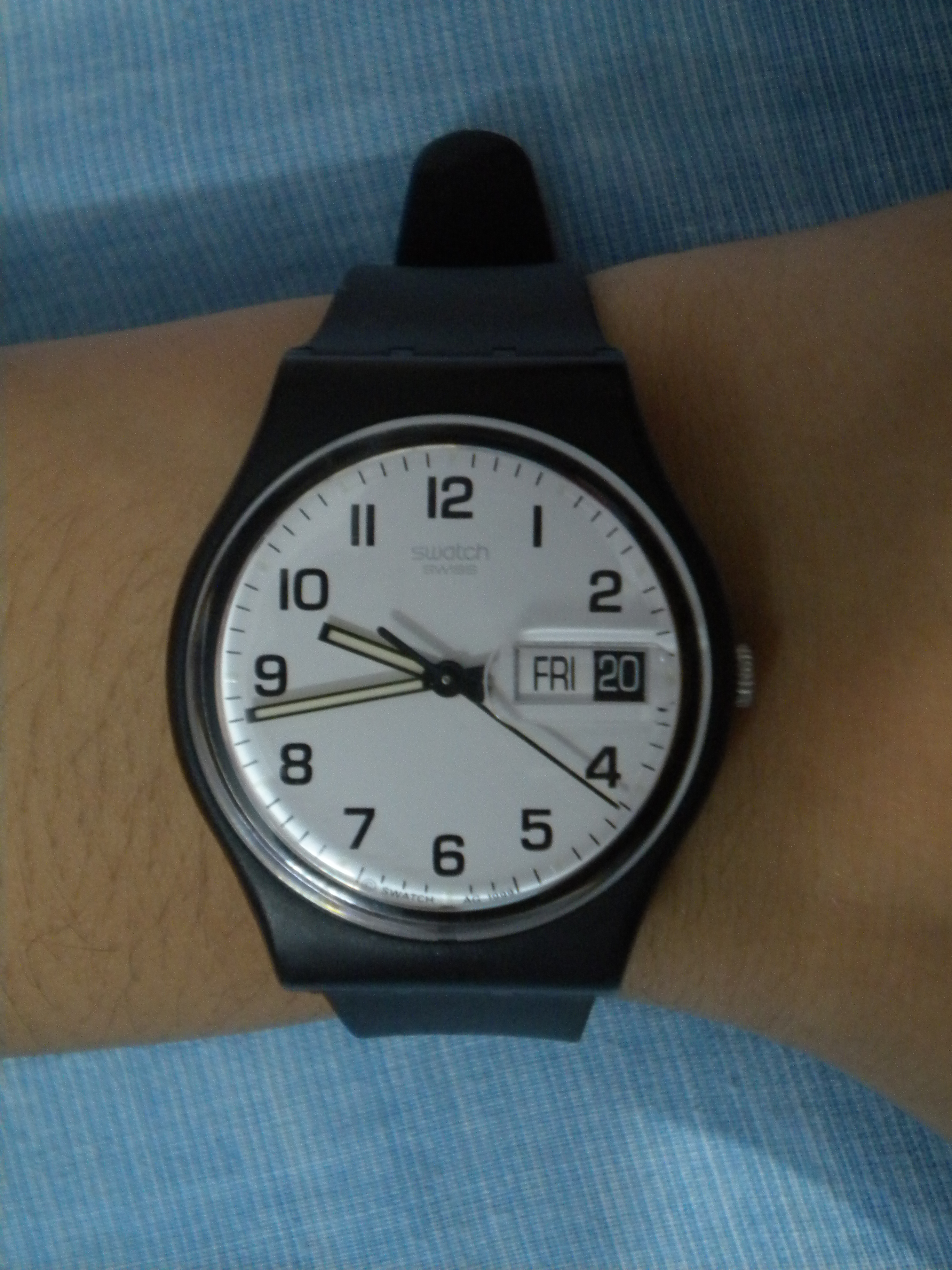
スウォッチの「ワンス・アゲイン」

### スウォッチ・グループ
1983年、危機的状況に陥っていたスイスの時計産業は重大な局面を迎えた。3月、スイスの2大時計グループであるASUAG（en:Allgemeine Schweizer Uhrenindustrie）とSSIH（en:Société Suisse pour l'Industrie Horlogère）が業界を救うために合併し、ASUAG/SSIHを設立した。この組織は1986年にSMH（Société de Microélectronique et d'Horlogerie）に改名され、1998年に現在のスウォッチ・グループに改名された。これはスイスの時計産業の復活に大きく貢献し、現在、スウォッチ・グループは世界最大の時計メーカーとなっている。
スウォッチ製品はプラスチックケースに密封され、修理の可能性がほとんどない使い捨て商品として販売された。また機械式時計（約90個）よりも可動部品（約50個）が少なく、さらに生産は基本的に自動化されていたため、収益性が高められた。スウォッチは大成功を収め、2年足らずで250万個以上が販売された。スウォッチ・グループは、自社製品ラインのスウォッチのほかに、ブランパン、ブレゲ、グラスヒュッテ・オリジナル、ハリー・ウィンストン、ロンジン、オメガ、ハミルトン、ティソなどの他の時計ブランドも買収した。

### 機械式時計の再興
パテック・フィリップ、ヴァシュロン・コンスタンタン、オーデマ・ピゲ、ロレックスなど、多くのスイスのメーカーが高級市場に逃げ場を求めた。機械式時計はクォーツ時計には無い精巧な職人技、魅力的なデザインが再評価され、その役割は単に時刻を知るための道具ではなく、所有者のステータスシンボルへと徐々に変化した。

### スマートウォッチの出現
2010年代以降、特に2015年にApple Watchが発売されて以降、スマートウォッチは世界の時計市場でシェアを大幅に拡大し始めた。このことはスイスの時計製造業界にさらなる脅威を与える可能性が懸念されている